# Peter Schellhorn
Peter Schellhorn (* 1942 oder 1943; † im April 1995 in Rømø, Dänemark) war ein deutscher Strandsegler.
Schellhorn war ein aus Kiel stammender Weltmeister im Strandsegeln in der Tandem-Klasse. Er kam infolge der bei einem Zusammenprall seines Segelfahrzeugs mit einem am Strand von Rømø parkenden Auto erlittenen Verletzungen ums Leben.

## Quelle
- "Die Wochenschau", Sport-Bild vom 26. April 1995, S. 45

| Personendaten    | Personendaten          |
| ---------------- | ---------------------- |
| NAME             | Schellhorn, Peter      |
| KURZBESCHREIBUNG | deutscher Strandsegler |
| GEBURTSDATUM     | 1942 oder 1943         |
| STERBEDATUM      | April 1995             |
| STERBEORT        | Rømø                   |